# The Secret of Santa Vittoria
The Secret of Santa Vittoria is een Amerikaanse filmkomedie uit 1969 onder regie van Stanley Kramer. Het scenario is gebaseerd op de gelijknamige roman uit 1966 van de Amerikaanse auteur Robert Crichton.

## Verhaal
Bombolini is een klaploper en een drinkersbaas in een klein dorp in Italië op het einde van de Tweede Wereldoorlog. Wanneer hij erachter komt dat het fascistische regime zijn nederlaag heeft toegegeven, klimt hij in een toren om de vlag weg te halen. Omdat hij niet meer naar beneden durft te komen, beginnen omstanders zijn naam te scanderen om hem moed in te spreken. De gemeenteraad gelooft dat hij de dorpsleider is en benoemt hem tot nieuwe burgemeester. Wanneer hij vervolgens verneemt dat de Duitse bezetter de wijnvoorraad van het dorp wil roven, komt hij in opstand.

## Rolverdeling
| Acteur             | Personage            |
| ------------------ | -------------------- |
| Anthony Quinn      | Bombolini            |
| Anna Magnani       | Rosa                 |
| Virna Lisi         | Caterina             |
| Hardy Krüger       | Kapitein von Prum    |
| Sergio Franchi     | Tufa                 |
| Renato Rascel      | Babbaluche           |
| Giancarlo Giannini | Fabio                |
| Patrizia Valturri  | Angela               |
| Eduardo Ciannelli  | Luigi                |
| Leopoldo Trieste   | Vittorini            |
| Gigi Ballista      | Pastoor Polenta      |
| Quinto Parmeggiani | Copa                 |
| Carlo Caprioli     | Giovanni Pietrosanto |
| Francesco Mulé     | Francucci            |
| Wolfgang Jansen    | Sergeant Zopf        |

## Prijzen en nominaties
| Jaar | Prijs  | Categorie     | Genomineerde(n)              | Uitslag     |
| ---- | ------ | ------------- | ---------------------------- | ----------- |
| 1969 | Oscars | Beste montage | Earle Herdan William A. Lyon | Genomineerd |
| 1969 | Oscars | Beste muziek  | Ernest Gold                  | Genomineerd |